# خاسترن
خاسترن (به هلندی: Gasteren) یک منطقهٔ مسکونی در هلند است که در آ ان هونزه واقع شده‌است. خاسترن ۴۲۷ نفر جمعیت دارد.